# Зона отчуждения Чернобыльской АЭС
Зона отчуждения Чернобыльской АЭС (укр. Зона відчуження Чорнобильської АЕС), называемая также Чернобыльская зона отчуждения, а в 1986—1987 годах именовавшаяся 30-километровой зоной — территория Украины с пропускным режимом, подвергшаяся интенсивному загрязнению радионуклидами вследствие аварии на Чернобыльской атомной электростанции.
Чернобыльская зона включает в себя крайний север Вышгородского района (у границ с Белоруссией) Киевской области (где расположены непосредственно электростанция, города Чернобыль и Припять, пгт Полесское и пгт Вильча). Народичский район Житомирской области с июня 2010 года вынесен за пределы чернобыльской зоны отчуждения (см. Древлянский природный заповедник). С 17 июля 2020 года Народичский район входит в состав Коростенского района той же Житомирской области.
К северу от украинской части Зоны отчуждения расположен Полесский государственный радиационно-экологический заповедник, относящийся к территории Республики Беларусь.

## История

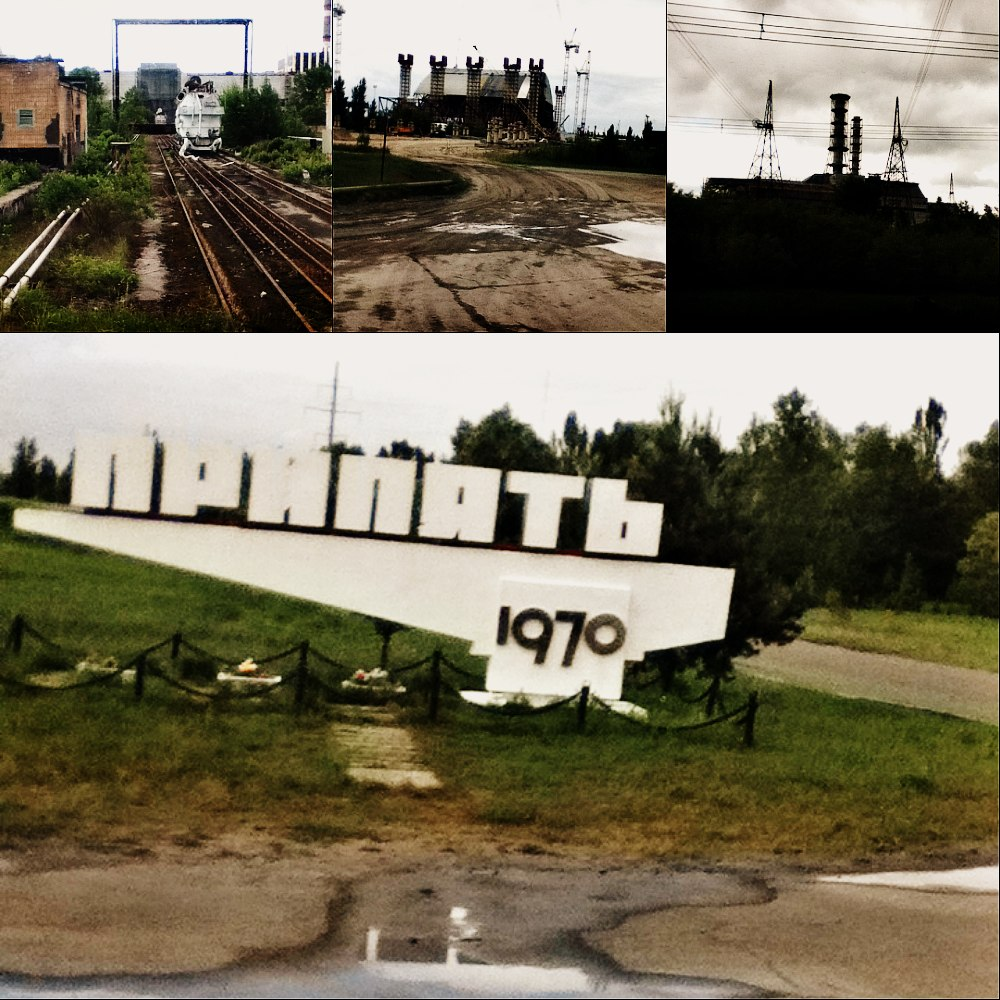
Панорама зоны отчуждения Чернобыльской АЭС

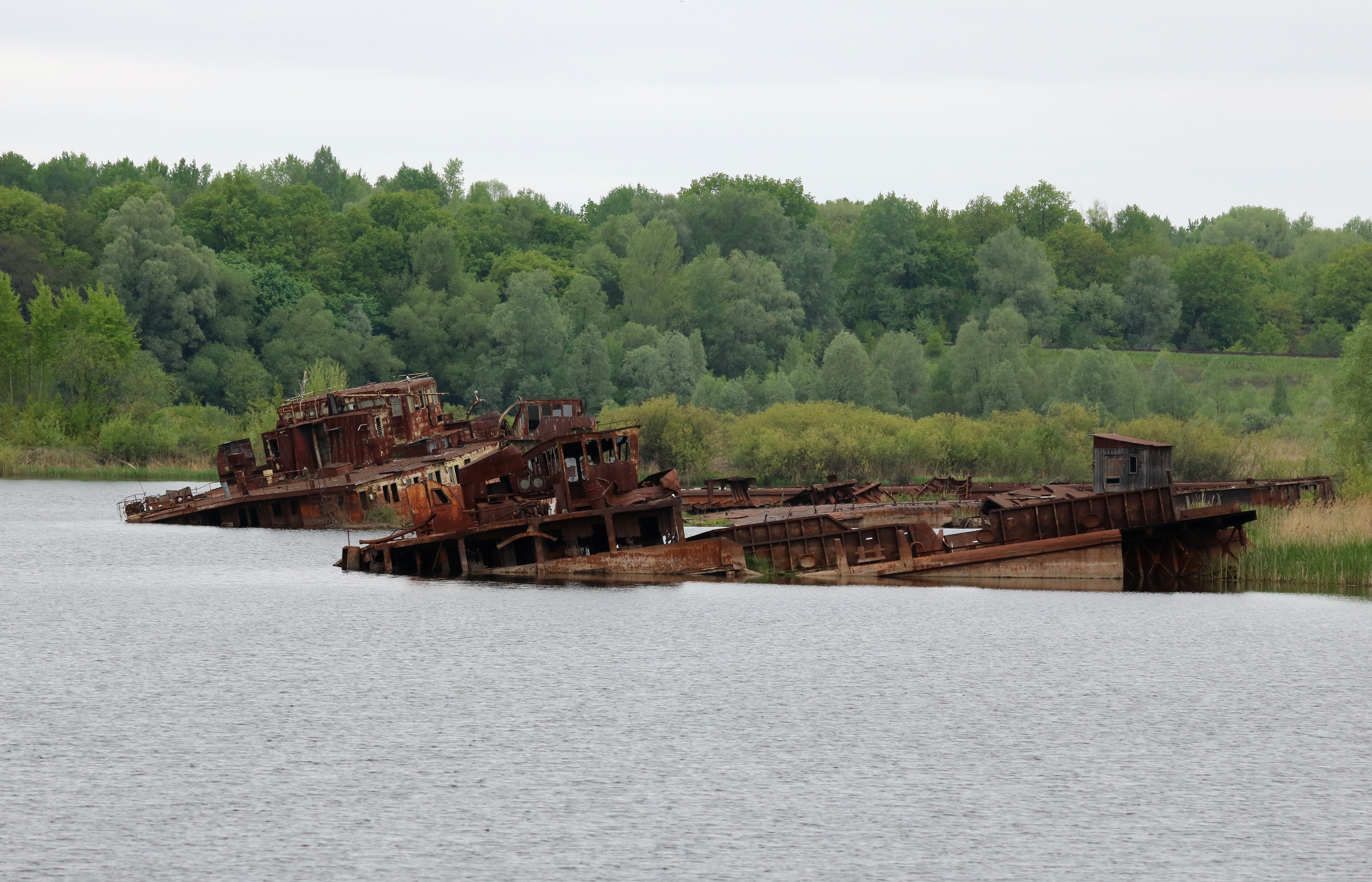
Река Припять в Чернобыле. Брошенные суда

Зона отчуждения была установлена вскоре после Чернобыльской катастрофы в 1986 году. На территории Зоны было определено три контролируемых территории:
- Особая зона (непосредственно промплощадка ЧАЭС);
- 10-километровая зона;
- 30-километровая зона.

Население с загрязнённых территорий было эвакуировано. Для рабочих, оставшихся обслуживать электростанцию и Зону отчуждения, был организован строгий дозиметрический контроль транспорта, развёрнуты пункты дезактивации. На границах зон была организована пересадка работающих людей из одних транспортных средств в другие для уменьшения переноса радиоактивных веществ.
В июне 1987 года Припятский горсовет был ликвидирован, территория была передана Иванковскому райсовету.
Однако большие площади загрязнённых территорий оставались за пределами 30-километровой зоны, и в первой половине 1990-х годов проводилось постепенное отселение населённых пунктов Полесского района, в которых уровень загрязнения радионуклидами превышал установленные законом нормы. Так, к 1996 году были окончательно отселены пгт. Полесское, пгт. Вильча, с. Диброва, с. Новый Мир и многие другие. С 1997 года эта территория вошла в состав чернобыльской зоны, была передана под управление ГСЧС и включена в охранный периметр (однако через неё осуществляется транспортное сообщение с Белоруссией).
К 2011 году в Белоруссии было введено в хозяйственный оборот более трети земель, ранее входивших в зону отчуждения. Общая площадь таких территорий составила 16,35 тыс. км² из 46,45 тыс. км², выведенных из хозяйственного оборота в 1986 году.
В ходе полномасштабного вторжения России на Украину в конце февраля 2022 года ЧЗО была оккупирована российскими войсками. В конце марта — начале апреля российские войска начали отступление из зоны отчуждения и с киевского направления в целом.
В конце 2024 года 50-метровая полоса вдоль границы с Белорусью была исключена из зоны отчуждения 

## Описание

Карта радиоактивного загрязнения в результате Чернобыльской аварии

Зона отчуждения сегодня — это поверхностный открытый радиоактивный источник. Территория самой станции, наряду с городами Припять и Чернобыль, давно продезактивирована, поэтому наиболее загрязнёнными местами зоны являются прилегающие к ЧАЭС леса и болота. Бо́льшая часть радионуклидов содержится в верхнем слое почвы. Так, цезий-137 проник на глубину не более 5 см, а более тяжёлый стронций-90 — до 10 см. В пределах радиоактивно-загрязнённых территорий осуществляется ряд работ по недопущению распространения радиоактивных загрязнений за пределы зоны отчуждения и поступления радионуклидов в основные водоёмы Украины (Киевское водохранилище, река Днепр и т. д.).
Административный центр зоны отчуждения — город Чернобыль. В Чернобыле располагается Администрация зоны отчуждения (АЗО), являющаяся отделом службы по чрезвычайным ситуациям. В самой зоне отчуждения находится персонал предприятий АЗО, персонал ГСП Чернобыльская АЭС и небольшое количество гражданского населения (самосёлы). Гражданское население проживает в 11 заброшенных населённых пунктах. Общее количество гражданского населения не превышает 300 человек. Количество персонала, работающего в зоне отчуждения и на ЧАЭС, составляет примерно 5000 человек, из которых около 3000 проживает в Славутиче.
На территории зоны находятся 11 объектов природно-заповедного фонда Украины. Современная зона отчуждения постепенно превращается в резерват для жизни редких животных. Установлено присутствие таких редких видов, как медведь, выдра, барсук, ондатра, рысь, олень, лошадь Пржевальского. Также в огромном количестве водятся лоси, косули, волки, лисы, зайцы, дикие кабаны и летучие мыши. По словам Сергея Гащака из Чернобыльского центра проблем ядерной безопасности, организмы диких животных сами справляются и с повышенным фоном, и с химическим загрязнением территории, и с другими негативными факторами. Таким образом, снятие антропогенного воздействия оказало положительный эффект, во много раз превышающий негативное влияние техногенной катастрофы.
Более поздние исследования фауны, проведённые при помощи фотоловушек, показали, что количество и разнообразие видов диких животных в зоне отчуждения увеличивается. Было достоверно доказано присутствие таких видов, как полевая мышь, желтогорлая мышь, мышь-малютка, сойка, сорока, енотовидная собака, американская норка, выдра, волк, серая ворона и орлан-белохвост. При этом орлан-белохвост, американская норка и речная выдра попали на камеру учёных в заповеднике впервые. Также фотоловушки зафиксировали присутствие медведя и зубра. Популяции двух хищников (подорлики и орланы-белохвосты) восстановились практически с нуля.
Современная территория зоны отчуждения является местом нелегального туризма — сталкерства. Проблема нелегальных проникновений в зону отчуждения послужила причиной ужесточения административных наказаний, а вынос предметов из зоны влечёт уголовную ответственность (статья 267-1 Уголовного кодекса Украины).

### Населённые пункты
На территории зоны отчуждения расположены 9 относительно крупных эвакуированных населённых пунктов:
- Припять
- Чернобыль
- Варовичи
- Вильча
- Копачи
- Новошепеличи
- Полесское
- Северовка
- Янов

## Радионуклиды

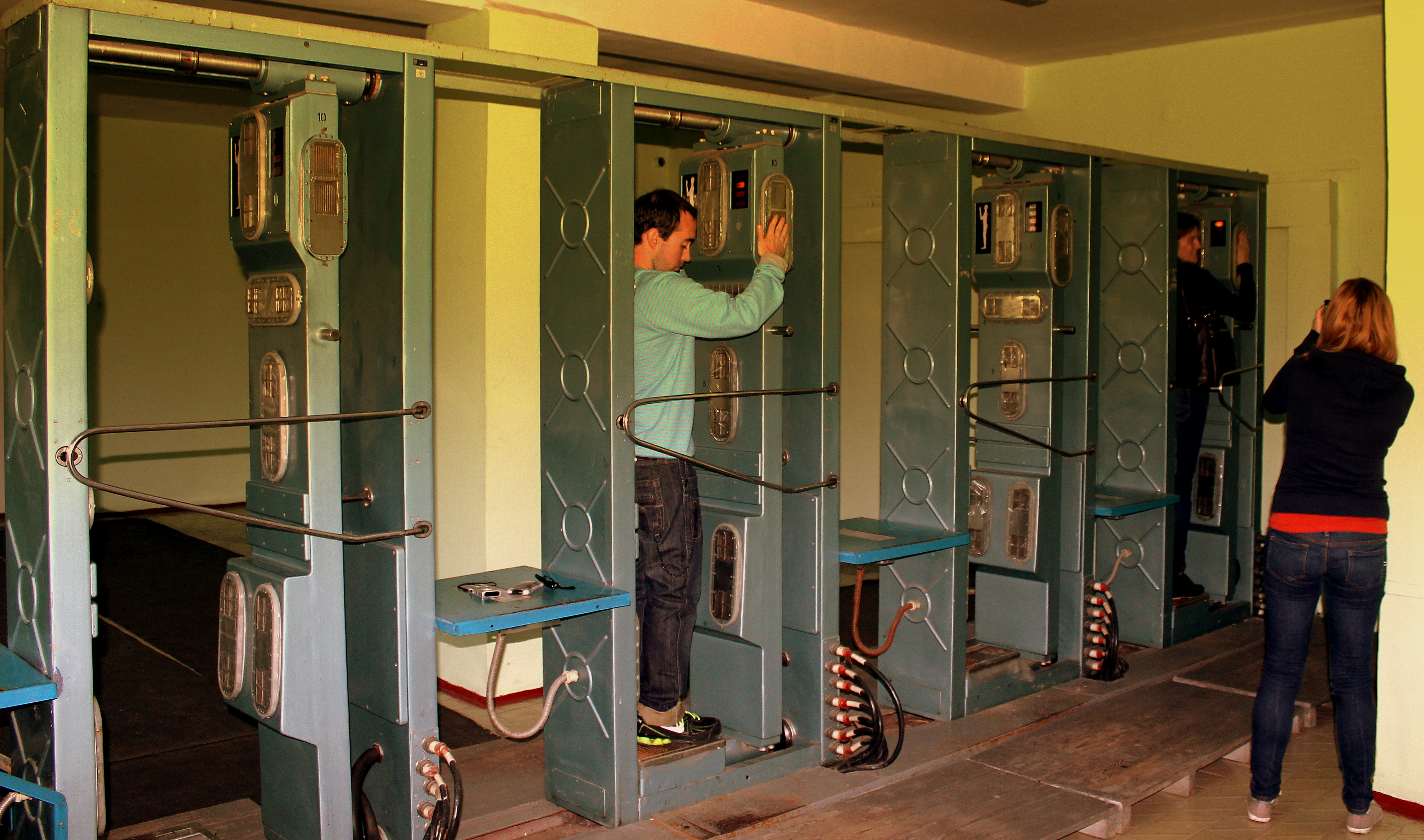
КПП, оборудованный стационарной системой радиационного контроля. Зона отчуждения Чернобыльской АЭС. Украина

Основными долгоживущими радионуклидами, обусловливающими загрязнение, являются по состоянию на 2023 год:
- америций-241 (период полураспада ~432 года)
- плутоний-239 (период полураспада ~24110 лет)
- цезий-137 (период полураспада ~30 лет)
- стронций-90 (период полураспада ~29 лет)

Прочие радиоактивные элементы — в том числе изотопы иод-131 и цезий-134 с меньшими периодами полураспада (8,02 суток и 2,0648 года) — уже почти полностью распались (до стабильных ксенона-131 и бария-134) и не вносят значительного вклада в радиоактивное загрязнение местности. Приблизительный изотопный состав и его оценочная активность на момент аварии приведены в таблице:
| Изотоп       | Период полураспада | Активность выброса (ТБк) |
| ------------ | ------------------ | ------------------------ |
| криптон-85   | 10,72 лет          | 33000                    |
| ксенон-133   | 5,25 дней          | 6500000                  |
| теллур-129   | 33,6 дня           | 240000                   |
| теллур-132   | 3,26 дня           | 1150000                  |
| иод-131      | 8,04 дней          | 1760000                  |
| иод-133      | 20,8 часов         | 910000                   |
| цезий-134    | 2,06 года          | 47000                    |
| цезий-136    | 13,1 дней          | 36000                    |
| цезий-137    | 30,0 лет           | 85000                    |
| стронций-89  | 50,5 дней          | 115000                   |
| стронций-90  | 29,12 лет          | 10000                    |
| рубидий-103  | 39,3 дней          | 168000                   |
| рубидий-106  | 368 дней           | 73000                    |
| барий-140    | 12,7 дней          | 240000                   |
| цирконий-95  | 64,0 дня           | 84000                    |
| молибден-99  | 2,75 дня           | 72000                    |
| церий-141    | 32,5 дня           | 84000                    |
| церий-144    | 284 дня            | 50000                    |
| нептуний-239 | 2,35 дня           | 400000                   |
| плутоний-238 | 87,74 лет          | 15                       |
| плутоний-239 | 24065 лет          | 13                       |
| плутоний-240 | 6537 лет           | 18                       |
| плутоний-241 | 14,4 лет           | 2600                     |
| плутоний-242 | 375000 лет         | 0,04                     |
| кюрий-242    | 18,1 лет           | 400                      |

## Текущее состояние

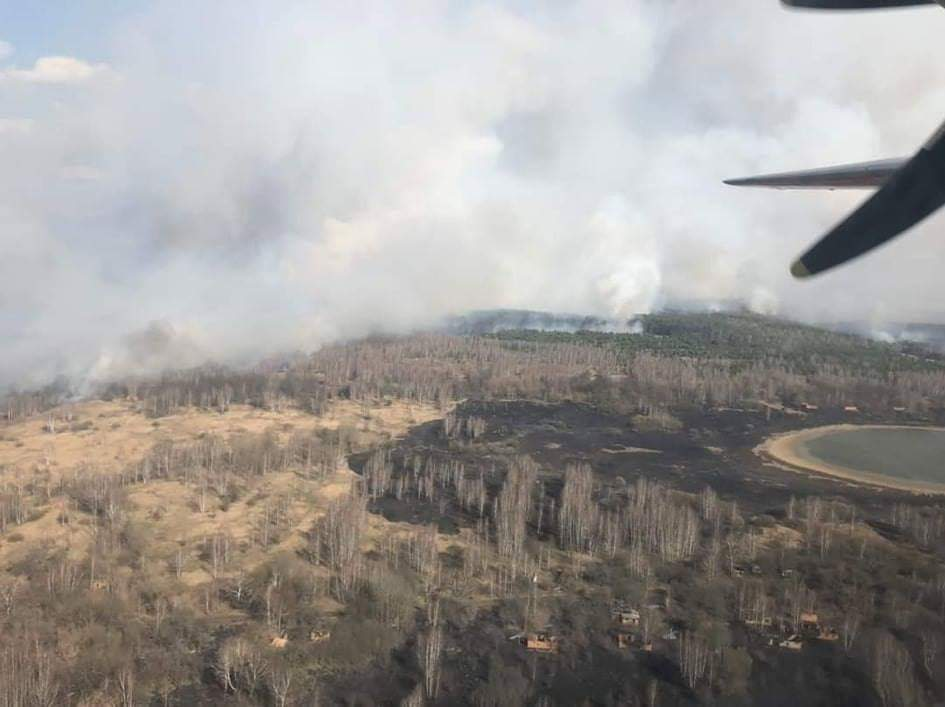
Пожары в апреле 2020 года в Чернобыльской зоне отчуждения. Фотография с самолёта МЧС Украины

По утверждению Юрия Андреева, одного из операторов второго блочного щита Чернобыльской АЭС и ликвидатора последствий аварии, в интервью Би-би-си, зона продолжает обживаться самосёлами, часть которых — безземельные крестьяне, которые приехали туда, заняли заброшенные дома, завели своё хозяйство, живут и работают. По словам ликвидатора, «реэвакуация уже идёт сама по себе». Кроме того, в зоне по-прежнему орудуют мародёры, которые грабят брошенные дома, вывозят металл и шифер, а также наркоманы, выращивающие наркосодержащие растения.
На базе зоны отчуждения ЧАЭС с 26 апреля 2016 года создаётся Чернобыльский радиационно-экологический биосферный заповедник.
4 апреля 2020 года на территории зоны отчуждения возник пожар: сгорели более десятка бывших сёл рядом с АЭС, огонь подобрался непосредственно к атомной станции и хранилищу ОЯТ; предполагается неумышленный поджог. Полностью ликвидировать пожары удалось только в середине мая 2020 года.
24 февраля 2022 года в результате вторжения на территорию Украины подразделения воздушно-десантных войск России вошли на территорию зоны отчуждения и взяли под контроль ЧАЭС.
25 февраля Государственная инспекция ядерного регулирования Украины сообщила о повышении уровня гамма-излучения в зоне отчуждения, связав это с нарушением верхнего слоя почвы вследствие движения большого количества тяжёлой военной техники через зону отчуждения и поднятием в воздух радиоактивной пыли, повреждений объектов Чернобыльской АЭС не зафиксировано.
21 марта пресс-служба НАЭК «Энергоатом» сообщила, что система мониторинга уровня радиации в зоне отчуждения перестала функционировать.
23 марта пресс-служба Государственного агентства Украины по управлению Зоной отчуждения сообщила, что построенная при поддержке Европейского союза лаборатория стоимостью 6 млн евро, занимавшаяся радиационным мониторингом и исследованиями в области обращения с радиоактивными отходами, попала в руки российских войск и была разграблена. В частности, были изъяты обладающие высокой радиоактивностью образцы радионуклидов, которые, по оценке директора Института проблем безопасности атомных электростанций НАН Украины Анатолия Носовского, могут быть использованы для создания так называемой «грязной бомбы».
1 апреля 2022 года российские войска покинули территорию Киевской области, в том числе и зону отчуждения. По данным украинской компании «Энергоатом», российские солдаты рыли окопы прямо в Рыжем лесу — одном из самых загрязнённых мест в этом районе. Для подтверждения своего заявления компанией были опубликованы кадры с дрона, снятые, как утверждается, на территории Рыжего леса после ухода российских войск, демонстрирующие пустые ямы и траншеи заброшенных военных укреплений. Минобороны РФ данную информацию не прокомментировало.
Генеральный директор Международного агентства по атомной энергии Рафаэль Гросси подтвердил, что радиационный фон в зоне отчуждения является «аномальным» и что уровень радиации повышался при движении тяжёлой техники, которую российские войска привезли сюда. Гросси назвал захват территории российскими вооружёнными силами «абсолютно ненормальным и очень, очень опасным».

## В культуре

### Художественные фильмы и телесериалы
- «Распад» — художественный фильм, снятый режиссёром Михаилом Беликовым в 1989—1990 гг. об аварии на Чернобыльской АЭС и её последствиях.
- «Волки в зоне» — фильм минской студии «Импульс», снятый в 1990 году.
- «Чернобыль. Последнее предупреждение» — телефильм, совместного производства США и СССР, снятый в 1991 году.
- «Завтра. Ядерная принцесса» — художественный фильм известного советского режиссёра Александра Панкратова, снятый в 1992 году.
- «Чёрный аист» — фильм Виктора Турова, снятый по мотивам повести Виктора Козько «Спаси и помилуй нас, чёрный ангел», снят студией «Беларусьфильм» в 1993 году.
- «Год собаки» (Россия, 1994).
- «Душа моя, Мария» (Беларусь, 1993).
- Х/ф «Годзилла» (1998) — Ник Татополус 3 года исследовал гигантских дождевых червей-мутантов в Чернобыльской зоне отчуждения.
- Х/ф «Рейнджер из атомной зоны» (Россия-Беларусь, 1999).
- «Аврора» — фильм режиссёра Оксаны Байрак, снятый в 2006 году. Аврора — воспитанница детдома на окраине Припяти, которая мечтает стать балериной. Во время катастрофы на ЧАЭС девочка получает огромную дозу облучения. Единственный шанс на выживание — дорогостоящая операция в США. Аврору отправляют в Америку, где в больнице она встречает своего кумира, звезду балета Ника Астахова.
- «Дверь» — короткометражный фильм 2008 года, в основе сюжета лежит глава «Монолог о целой жизни, написанный на дверях» книги «Чернобыльская молитва» Светланы Алексиевич.
- В фильме «Универсальный солдат 3: Возрождение» (2010, США) действие сюжета происходит в зоне отчуждения Чернобыльской АЭС.
- «В субботу» — художественный фильм Александра Миндадзе 2011 года, действие которого происходит на протяжении суток накануне и во время аварии на атомной станции.
- «Земля забвения» — фильм франко-украинского производства 2011 года.
- Х/ф «Трансформеры 3: тёмная сторона Луны» (2011, США) — один из начальных эпизодов фильма происходит в Чернобыльской зоне отчуждения.
- «Запретная зона» — американский фильм ужасов Брэдли Паркера, вышедший на экраны в 2012 году.
- «Мотыльки» — украинский четырёхсерийный мини-сериал, вышедший в 2013 году. 10-классница Аля Широкова и её старшая сестра Марьяна, работающая врачом, едут на выходные в ночь с 25 на 26 апреля 1986 года из Киева в Припять к родственникам. На их глазах происходит взрыв на 4-м блоке Чернобыльской АЭС.
- В фильме «Крепкий орешек 5» часть действия сюжета происходит в зоне отчуждения Чернобыльской АЭС.
- «Голоса Чернобыля» — драматический фильм 2016 года, снятый Полем Крухтеном по книге «Чернобыльская молитва» Светланы Алексиевич.
- «Чёрный цветок» — Украинский четырёхсерийный мини-сериал, 2016 год. Действие картины происходит в 1986 год в Чернобыле. Выпускница пединститута Лера направляется по распределению в Припять — в один из самых уютных и хорошо снабжаемых городов Советского Союза, чтобы работать учительницей младших классов. Именно здесь она встречает любовь всей своей жизни — инженера-ядерщика Витаса и мечтает о большой семье. Но события, произошедшие в апреле 1986 года, безвозвратно изменили их жизнь.
- «Чернобыль: Зона отчуждения» — российский мистический сериал, герои которого пытаются предотвратить аварию, после чего авария случается в Америке, а Припять становится развитым городом. Показ первого сезона состоялся в 2014 году.
- «Чернобыль: Зона отчуждения. Финал» — российский фантастический триллер 2019 года, сиквел сериала 2014 года.
- «Чернобыль» — мини-сериал, созданный американским каналом HBO совместно с британской телесетью Sky, показан в мае-июне 2019 года.
- «Запретная зона» — американский фильм ужасов, вышедший на экраны в 2020 году.
- «Чернобыль» — фильм режиссёра Данилы Козловского (Россия, 2021).
- «После Чернобыля» — американский фильм ужасов, вышедший на экраны в 2021 году.
- «Чернобыль» — сериал режиссёра Алексея Мурадова (Россия, 2022).

### Компьютерные игры
- Серия компьютерных игр «S.T.A.L.K.E.R.» и построенных на их сюжете книг, по сюжету после «второй катастрофы» переименована в ЧАЗ (Чернобыльская аномальная зона). Вышло четыре игры: «Тень Чернобыля» (2007), «Чистое небо» (2008), «Зов Припяти» (2009) и «S.T.A.L.K.E.R. 2: Сердце Чернобыля» (2024).
- Компьютерная игра «Call of Duty 4: Modern Warfare» — две миссии проходят в заражённой радиацией Чернобыльской зоне отчуждения.
- Crisis in the Kremlin (1991) — авария на АЭС происходит всегда, вне зависимости от действий игрока.
- Кризис в Кремле (2017) — авария может произойти на Чернобыльской АЭС или на любой другой АЭС Советского Союза, но её можно предотвратить.
  - Кризис в Кремле: The Accident (2017) — сюжетное DLC, посвящённое аварии АЭС, которая может произойти на Чернобыльской (2-мя вариантами, историческим или более разрушительным) или Южно-Украинской АЭС, но также может быть предотвращена.
- Онлайн-шутер «Warface» — спецоперация «Припять», где показан заражённый город, последствия аварии.
- В игре «Counter-Strike: Global Offensive» на одной из карт (de_cache) показана часть территории рядом с Чернобыльской АЭС.
- В компьютерной игре Killing Floor есть игровая карта KF-Pripyat.
- В компьютерной игре Chernobylite (2021).
- В компьютерной игре STALCRAFT: X (2014).

### Музыка
- В клипе на песню Marooned. www.youtube.com. Дата обращения: 23 апреля 2022. группы Pink Floyd используются современные и документальные съёмки города Припять.
- Клип группы Delphic на композицию «This momentary» содержит кадры, снятые в зоне отчуждения Чернобыльской АЭС.
- Трек «26.04» российского исполнителя Noize MC посвящён катастрофе на Чернобыльской АЭС и её последствиям.
- Выпущенный в 2009 году альбом «Nuclear Sun» испанской группы Der Blaue Reiter, посвящённый чернобыльской катастрофе.
- В 2022 году треш-метал группа Megadeth выпустила альбом  «The Sick, the Dying… and the Dead!», в котором есть песня «Dogs Of Chernobyl», посвященная последствиям аварии.

### Прочее
- Одним из первых профессиональных художников, писавших зону отчуждения, был Валерий Константинович Бобков.